# Bartramia radicosa
Bartramia radicosa är en bladmossart som beskrevs av Mitten 1876. Bartramia radicosa ingår i släktet äppelmossor, och familjen Bartramiaceae. Inga underarter finns listade i Catalogue of Life.